# FK Vrbanjuša
FK Vrbanjuša – bośniacki klub piłkarski z siedzibą w Sarajewie.

## Historia
Chronologia nazw:
- 1967: FK Vrbanjuša

Klub piłkarski FK Vrbanjuša został założony w Sarajewo w roku 1967. Zespół występował w niższych ligach mistrzostw Jugosławii.
Po rozpadzie Jugosławii klub startował w sezonie 1994/95 w pierwszych nieoficjalnych mistrzostwach Bośni i Hercegowiny. Zajął czwarte miejsce w grupie Jablanica i nie zakwalifikował się do rozgrywek finałowych. Potem występował w rozgrywkach Drugiej ligi. W sezonie 1997/98 zwyciężył w grupie południowej Drugiej ligi i awansował do Prvej ligi. Zespół zajął ostatnie 16.miejsce w lidze bośniackiej i spadł do drugiej ligi, która już nazywała się Prva B liga. W sezonie 2000/01, po reformie systemu rozgrywek i zjednoczeniu lig muzułmańskiej i chorwackiej w jedyną Premijer ligę klub uplasował się na 11.pozycji wśród 18 zespołów ligowych Prvej ligi FBiH. Jednak 11 zespołów zostało oddelegowanych do Drugiej ligi FBiH. Przez kilka sezonów klub występował w drugiej lidze (w sezonie 2009/10 grał w grupie Centar Drugiej Ligi), po czym spadł do regionalnej ligi Kantonalnej.

## Sukcesy

### Trofea międzynarodowe
Nie uczestniczył w rozgrywkach europejskich (stan na 31-05-2018).

### Trofea krajowe
Bośnia i Hercegowina
| \| \| Zdobyte trofea w rozgrywkach Bośni i Hercegowiny (stan na: 31-05-2018) \| |                                                                        |      |          |
| Rozgrywki                                                                       | Osiągnięcie                                                            | Razy | Sezon(y) |
| Mistrzostwo                                                                     | I miejsce                                                              | 0    |          |
| Mistrzostwo                                                                     | II miejsce                                                             | 0    |          |
| Mistrzostwo                                                                     | III miejsce                                                            | 0    |          |
| Mistrzostwo                                                                     | 16.miejsce                                                             | 1    | 1998/99  |
| Puchar                                                                          | zdobywca                                                               | 0    |          |
| Puchar                                                                          | finalista                                                              | 0    |          |
| Puchar                                                                          | ćwierćfinalista                                                        | 1    | 1996/97  |
| II liga                                                                         | I miejsce                                                              | 0    |          |
| II liga                                                                         | II miejsce                                                             | 0    |          |
| II liga                                                                         | III miejsce                                                            | 0    |          |
| Bośnia i Hercegowina                                                            | Zdobyte trofea w rozgrywkach Bośni i Hercegowiny (stan na: 31-05-2018) |      |          |